# Сен-Сильвен-су-Туль
Сен-Сильве́н-су-Туль (фр. Saint-Silvain-sous-Toulx) — коммуна во Франции, находится в регионе Лимузен. Департамент коммуны — Крёз. Входит в состав кантона Жарнаж. Округ коммуны — Гере.
Код INSEE коммуны — 23243.

## Население
Население коммуны на 2010 год составляло 153 человека.
| 1962 | 1968 | 1975 | 1982 | 1990 | 1999 | 2010 |
| ---- | ---- | ---- | ---- | ---- | ---- | ---- |
| 311  | 258  | 211  | 191  | 179  | 163  | 153  |

## Экономика
В 2010 году среди 90 человек трудоспособного возраста (15—64 лет) 62 были экономически активными, 28 — неактивными (показатель активности — 68,9 %, в 1999 году было 64,1 %). Из 62 активных жителей работали 60 человек (31 мужчина и 29 женщин), безработных было 2 (1 мужчина и 1 женщина). Среди 28 неактивных 3 человека были учениками или студентами, 19 — пенсионерами, 6 были неактивными по другим причинам.